# SpeedUpMyPC
SpeedUpMyPC — условно-бесплатная утилита для ускорения работы компьютера за счёт оптимизационных работ, разработанная Uniblue Systems Limited.

## Описание
Утилита для тонкой оптимизации компьютера, по заявлению разработчиков, программа способна увеличить работоспособность системы, как на старом оборудовании, так и на новом.
После запуска SpeedUpMyPC производит сканирование и анализ целевого компьютера и автоматически подбирает настройки для получения наилучшего результата.
Утилита способна управлять всеми процессами в системе, производить очистку дисков и следить за использованием ресурсов. Если конкретный процесс/служба не работают или затормаживают работу системы, позволяет эффективно отключать их и выгружать из памяти.

## Критика
В результате независимого тестирования, проведённого наряду с рядом других утилит аналогичного назначения, было показано, что ни одна из рассмотренных утилит существенного роста производительности не обеспечила. Тем не менее, отмечается, что SpeedUpMyPC и бесплатная утилита Razer Game Booster показали хоть какие-то результаты (в то время как многие «конкурирующие» программы производительность заметно ухудшили)
Программа агрессивно устанавливается и трудно удаляется, что можно классифицировать как вирусное распространение.